# Šroubený

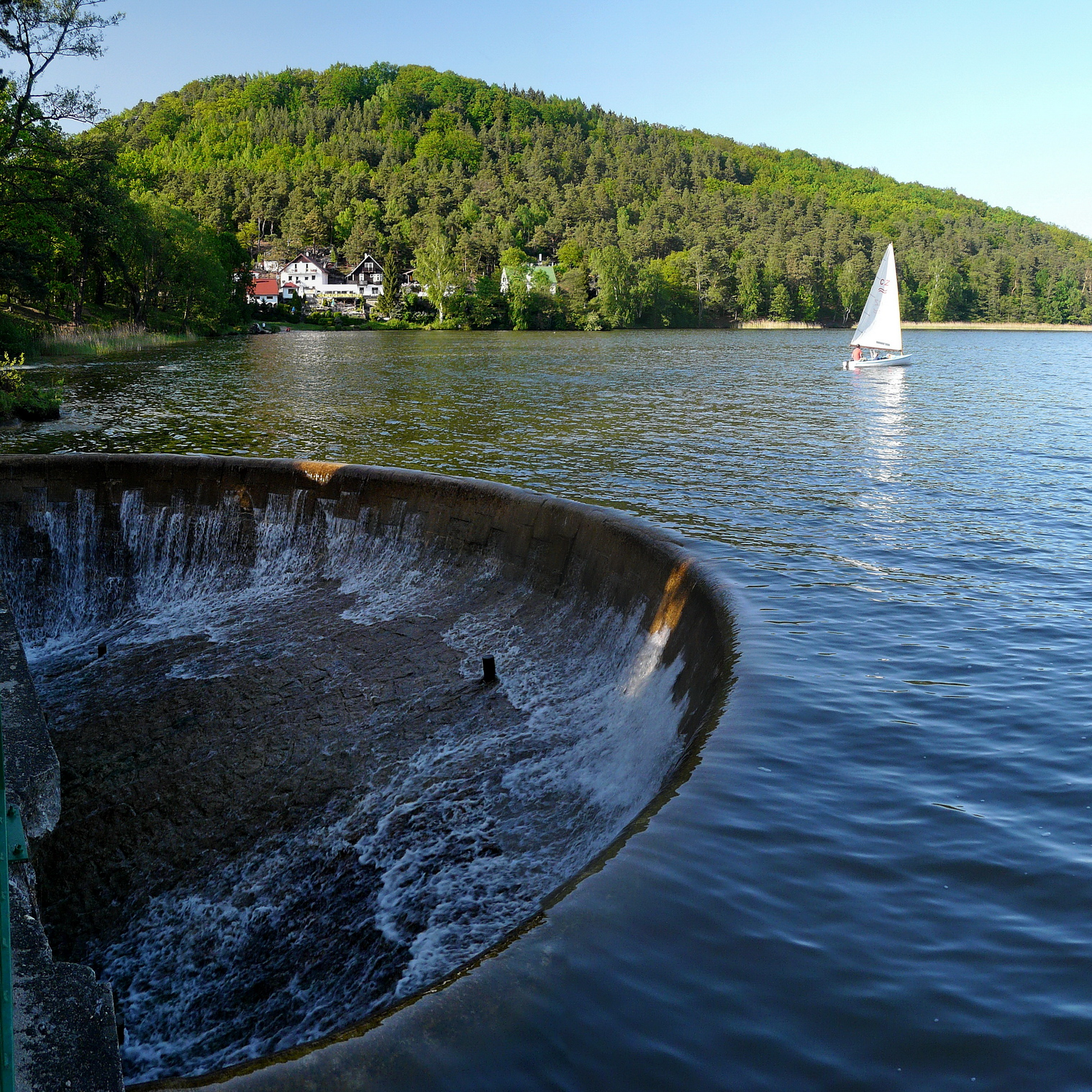
Výpusť Máchova jezera a vrch Šroubený

Šroubený (375  m n. m.), někdy též Sroubený (německy Schraubenberg), je neovulkanický vrch v okrese Česká Lípa Libereckého kraje, ležící asi 0,5 km severovýchodně od Starých Splavů na katastrálním území města Doksy. Vrch se tyčí nad severním hrázovým břehem Máchova jezera.

## Popis vrchu
Je to suk tvaru krátkého hřbetu ve směru VJV–ZSZ, tvořený středoturonskými až svrchnoturonskými kvádrovými křemennými pískovci s žílou olivinického nefelinitu (na jihu). Na příkrých stupňovitých svazích stojí dvě patra pískovcových stěn (zejména na západě a jihu) a strukturní plošinky. Vrch je souvisle zalesněn borovými porosty. Podle pověsti na vrcholu stával hrad Rabenstein. Nyní na vrcholu nejsou žádné známky staveb, na vrcholové plošině je pouze zapuštěný vrcholový kámen. Z pískovcových plošin jsou omezené výhledy, nejlepší je ze stěny zvané Havraní skála (na část Máchova jezera, Staré Splavy, Kokořínsko a Jestřebskou kotlinu). Při jižním úpatí vrchu na břehu Máchova jezera stojí rekreační objekty a je zde i jedno z přístavišť Máchova jezera.

## Geomorfologické členění
Vrch náleží do celku Ralská pahorkatina, do podcelku Dokeská pahorkatina, do okrsku Jestřebská kotlina a do podokrsku Okenská pahorkatina.

## Přístup
Přístup na vrchol kopce je vyznačen odbočkou modré turistické značky. Automobilem i vlakem se dá dopravit do Starých Splavů. Šroubený je součástí naučné Máchovy stezky, vybudované kolem Máchova jezera v roce 2011.